# Circus Flaminius

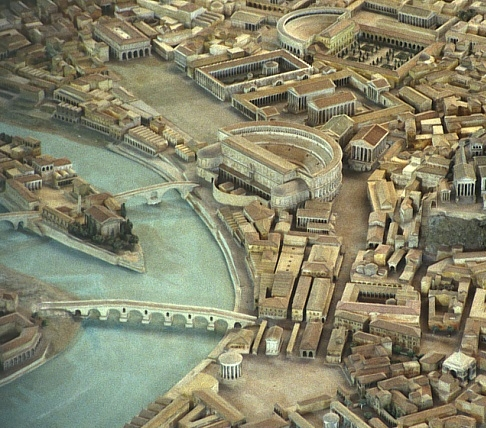
Het Circus Flaminius (schuin boven het Theater van Marcellus) in de 4e eeuw n.Chr. op de grote Maquette van Rome

Het Circus Flaminius was oorspronkelijk een stadion en later een belangrijk plein in het oude Rome.

## Geschiedenis
Het Circus Flaminius werd gebouwd door Gaius Flaminius Nepos, die censor was in 220 v.Chr. en ook de belangrijke Via Flaminia liet aanleggen. Het circus werd gebouwd in het zuidoostelijke deel van het Marsveld en vormde het begin van de stadsuitbreiding van Rome op dit destijds nog ongerepte terrein.
Het circus werd gebruikt voor diverse soorten publiek vermaak, waaronder paardenraces tijdens de Ludi Taurii (spelen die om de 5 jaar werden gehouden). Het circus was ook een van de locaties voor de zelden gehouden Ludi Saeculares. Het is onduidelijk of er ook daadwerkelijk wagenrennen in het Circus Flaminius werden gehouden, zoals bekend van de andere circussen. Het bewijs ontbreekt daarvoor. Naast deze spelen was het circus een plaats voor volksbijeenkomsten, werd er markt gehouden en hielden burgers er een lijkrede. De belangrijkste functie van het circus was echter dat het de startplaats van de triomftochten van de zegevierende Romeinse generaals was. Op de dag van de triomftocht werd de oorlogsbuit in het circus tentoongesteld, waarna men in een lange stoet naar de Tempel van Jupiter Optimus Maximus op de Capitolijn vertrok.
In de 2e eeuw v.Chr. werd het circus omringd door tempels en porticussen die door de triomferende generaals werden gebouwd. Al deze bouwwerken verrezen op het terrein van het circus dat zo steeds kleiner werd, tot er in de tijd van keizer Augustus slechts een plein was overgebleven. In deze periode verschenen in de buurt van het circus drie theaters en een amfitheater, die de culturele functie van het circus overnamen. Ter gelegenheid van de inwijding van de Tempel van Mars Ultor op het Forum van Augustus in 2 v.Chr. werd het Circus Flaminius gedeeltelijk onder water gezet, en werden tijdens naumachiën 36 krokodillen afgeslacht.
Augustus verdeelde de stad in 14 nieuwe districten. Het 9e district, dat een groot deel van het Marsveld besloeg, werd later naar het Circus Flaminius genoemd. Het Circus Flaminius is als monumentaal plein zeker nog tot in de 4e eeuw in gebruik geweest.

## Architectuur
Van de architectuur van het oorspronkelijke circus is vrijwel niets bekend, omdat het gebouw al in de 1e eeuw v.Chr. verdween. Zo is het onduidelijk of er ooit vaste tribunes of startkooien hebben gestaan, of dat er voor de spelen tijdelijke houten constructies werden gebouwd. Voor de bouw van het Theater van Marcellus, dat later door Augustus werd voltooid, liet Julius Caesar vermoedelijk de halfronde oostelijke zijde van het circus afbreken, waarna alleen het plein resteerde dat met travertijn werd bekleed. Er zijn nooit restanten van het gebouw teruggevonden.
Het Circus Flaminius bevatte een zonnewijzer dat een uitvinding was van Skopas van Syracuse.

## Tempels
Van 11 tempels is bekend dat ze in de directe omgeving van het Circus Flaminius hebben gestaan. Deze werden allemaal gebouwd ter ere van een triomferende consul.
- Tempel van Vulcanus
- Tempel van Neptunus
- Tempel van Juno Regina
- Tempel van Hercules Custos
- Tempel van Hercules Musarum
- Tempel van Jupiter Stator
- Tempel van Fortuna Equestris
- Tempel van Mars
- Tempel van Castor en Pollux
- Tempel van Diana
- Tempel van Pietas

## Locatie van het circus
Lange tijd werd gedacht dat het Circus Flaminius enkele honderden meters noordelijker was gebouwd, maar in 1960 werd ontdekt dat de restanten op deze plaats in werkelijkheid van het Theater van Balbus zijn. Op een teruggevonden deel van de Forma Urbis Romae, de marmeren stadskaart uit de tijd van Septimius Severus, staat het Circus Flaminius afgebeeld. Door dit met andere delen op de kaart van deze buurt te vergelijken, werd ontdekt dat het circus vlak aan de Tiber moet hebben gelegen, naast het Theater van Marcellus, tegenover het Tibereiland.